# 파트마 기리크
파트마 기리크(Fatma Girik, 1942년 12월 12일~2022년 1월 24일)는 터키의 배우, 정치인이다. 휠리아 코치이이트·필리즈 아큰·튀르칸 쇼라이와 함께 터키 영화 황금 시대를 대표하는 여배우 중 하나로 평가받는다. 안탈리아 국제 영화제 여우주연상(1965, 1967)과 알튼 코자 국제 영화제 여우주연상(1969, 1970, 1971)을 받았다.
이스탄불에서 태어나 카알로을루 여자 고등학교를 다녔다. 180 편이 넘는 영화에 출연했다. 1989년에는 이스탄불 시쉴리구 청장으로 정치인 경력을 시작했다.
코로나19에 의한 폐렴 치료를 받던 도중 다발성 장기 부전으로 사망했다.